# Xã Grove Park-Tilden, Quận Polk, Minnesota
Xã Grove Park-Tilden (tiếng Anh: Grove Park-Tilden Township) là một xã thuộc quận Polk, tiểu bang Minnesota, Hoa Kỳ. Năm 2010, dân số của xã này là 282 người.